# あさぎり峠
『あさぎり峠』（あさぎりとうげ）は、1936年（昭和11年）製作・公開、伊藤大輔監督による日本の長篇劇映画、時代劇映画である。

## 略歴・概要

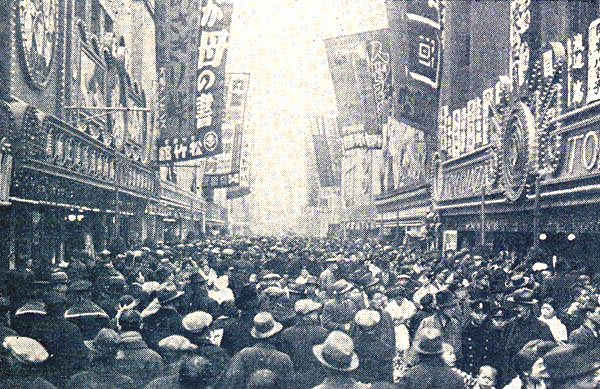
1937年（昭和12年）1月の浅草公園六区。左の松竹館の幟に池田義信の旧作『わが母の書』（1936年）とともに「あさぎり峠」の文字が見える。

伊藤大輔が『斬人斬馬剣』以来、7年ぶりに松竹キネマ（現在の松竹）の京都の撮影所で監督した作品である。ただし、松竹下加茂撮影所ではなく、松竹御室撮影所で撮影されている。本作は、林和の剣豪小説を原作に、伊藤大輔が脚色・監督したものである。
本作は、同年10月1日に松竹キネマの配給で、浅草公園六区の帝国館等で公開された。
1950年（昭和25年）、松竹下加茂撮影所のフィルム原版倉庫の火災により、それ以前に同撮影所で製作された映画の原版はすべて焼失したとされる。本作は、現存しない作品である。したがって、本作の上映用プリントは、現在、東京国立近代美術館フィルムセンターには所蔵されてはいない。

## スタッフ・作品データ
- 監督・脚本 : 伊藤大輔
- 原作 : 林和
- 撮影 : 三木稔

- 製作 : 松竹御室撮影所
- 上映時間 （巻数 / メートル） : 77分[4] （7巻 / 2,133.6メートル）
- フォーマット : 白黒映画 - スタンダード・サイズ（1.37:1） - モノラル録音
- 初回興行 : 浅草・帝国館 / 丸の内・丸の内松竹 / 新宿・新宿松竹館

## キャスト
- 坂東好太郎 - 旅の男・次郎吉
- 沢井三郎 - 胡麻の蝿・久太
- 新妻四郎 - 馬方・権六
- 関操 - 宿の主人・仁兵衛
- 白妙公子 - 女中・お松
- 北原麗子 - 女中・お菊
- 長島武夫 - 手代・国平
- 冬木京三 - 駆落の男・源七
- 琴浦よし子 - 駆落の女・お千代
- 坪井哲 - 店番の爺・定十
- 飯塚敏子 - その娘・お島

## 註
1. ↑  伊藤大輔、日本映画データベース、2010年2月18日閲覧。
2. 1 2  あさぎり峠、日本映画データベース、2010年2月18日閲覧。
3. ↑  所蔵映画フィルム検索システム、東京国立近代美術館フィルムセンター、2010年2月18日閲覧。
4. ↑  Film Calculator換算結果、コダック、2010年2月18日閲覧。